# 贾森·库马斯
積遜·高馬斯（英語：Jason Koumas，1979年9月25日—）出生於雷克瑟姆，是一名威爾斯足球員，司職中場，是前威爾斯國腳。
高馬斯（希腊语：Ιασωνας Κούμας）是希裔賽普勒斯人。

## 生平

### 球會
早年
高馬斯出身於利物浦青訓學院，同期隊友還有謝拉特及奧雲等。但他其後沒有與利物浦簽署學徒合約，轉投低級別的燦美爾。
燦美爾
高馬斯於1998/99年球季開始在燦美爾展開職業球員事業，在效力4年間連串出色的表現，使他贏得無數的讚譽，包括獲選入2001/02年英乙〈第三級〉「PFA年度最佳陣容」，高馬斯為視為前途無限的年青天才球員。2000/01年英格蘭足總盃燦美爾爆冷在葛迪遜公園球場以3-0擯走愛華頓，高馬斯是入球球員之一。他的潛質終於在2002年8月被時任西布朗領隊加利·麥臣（Gary Megson）發掘到，付出225萬英鎊將他收歸旗下。
西布朗
跳升兩級的高馬斯在英超首季表現出色，在對曼聯及布力般流浪個人獨力射入精彩入球，贏得球隊「年度最佳球員」獎項，但他的表現不足以挽救西布朗免於降班。
翌年高馬斯即帶領球隊獲得英甲〈第二級〉聯賽亞軍重返英超，期間於2003年11月獲選「每月最佳球員」，同時亦入選英甲〈第二級〉「PFA年度最佳陣容」。一度提出轉會要求的高馬斯於2004年夏季與西布朗續約，但在新球季他繼續與領隊加利·麥臣鬧不和，更被眨與青年軍一同訓練，加利·麥臣掛冠後，新任領隊白賴仁·笠臣再次起用高馬斯，惟最終笠臣表示對高馬斯的態度感到失望，並將他掛牌求售。
2005/06年球季季初高馬斯被外借英冠的威爾斯球會卡迪夫城，為期12個月，這次借用隨即獲得成功，於聯賽揭幕戰主場迎戰列斯聯，下半場入替的高馬斯射入扳平1-1，首次上陣即取得入球，最終協助球隊2-1獲勝打嚮頭砲。在餘下的球季，高馬斯持續表現出色，往往能憑一己之力為球隊贏取比賽，於上陣44場射入13球，深受「藍鳥」球迷的擁戴，除獲選球會「年度最佳球員」外，再獲選入英冠「PFA年度最佳陣容」。季中笠臣表示如價錢合適，卡迪夫城可以買斷高馬斯，其後提議卡迪夫城可以謝路美交換高馬斯，而西布朗亦於來季降班到英冠。
高馬斯在夏季小休後沒有返回西布朗報到而面臨球會的紀律處分，卡迪夫城於新球季展開前正式向西布朗出價收購高馬斯，但其100萬英鎊，附加如獲升班再加100萬英鎊的出價被西布朗一口拒絕，西布朗要求即付150萬英鎊，另附加條款50萬英鎊，更拒絕借用要求，最終卡迪夫城以資金不足而結束收購商討。在兩會商討期間，高馬斯實行罷踢及拒絕返回山楂球場（Hawthorns），更獨自操練以保持狀態。2006年8月23日再食回頭草，與西布朗簽署三年新約，再次投入球隊的訓練。而在笠臣於季初因戰績不振而提前解約，由托尼·莫布雷（Tony Mowbray）接手執教後，高馬斯在西布朗取得重生，成為球隊正選主力，在多場比賽表現出色，獲選英冠「12月份最佳球員」，更於2007年3月4日「英格蘭聯賽頒獎禮」獲頒「英冠年度最佳球員」，及連續兩年入選英冠「PFA年度最佳陣容」。
韋根
2007年7月西布朗接納韋根要求收購高馬斯的530萬英鎊出價，表示是一個理想的價格，高馬斯於7月10日通過體檢正式加盟，簽約四年，並表示欣賞時任領隊基斯·赫澄斯（Chris Hutchings）的理念才轉投韋根，他於8月11日首次披甲，1-2作客負於愛華頓；翌月高馬斯以入球慶祝其第300場聯賽上陣，主場1-1賽和富咸於80分鐘射入十二碼扳平，亦是加盟以來首個入球。由於受傷患困擾，加上布魯士上任後喜用踢法硬朗的中場，高馬斯效力韋根3年來上陣機會不多。
2009/10年球季馬天尼斯接手任教韋根一度重燃高馬斯的競賽希望，聯賽揭幕戰作客對阿士東維拉，正選上陣的高馬斯射入一球為球隊鎖定2-0勝局。在開季首6場取得5次正選上陣後，高馬斯再被打入冷宮，上半季僅再獲3次上陣機會。2010年2月馬天尼斯表示有兩支球隊有意借用高馬斯，希望外借能使他回復狀態，舊球會西布朗相信是其中之一，但其後領隊迪馬堤奧表示借用計畫沒有進展，而紐卡素亦否認借用。
2010年8月7日高馬斯獲得再次外借到英冠球會卡迪夫城一個球季。

### 國家隊
高馬斯是一名希裔塞浦路斯炸鱼店東主的兒子，有資格代表塞浦路斯或威爾斯，當時任威爾斯領隊的馬克·曉士向他招手時，高馬斯最終選擇代表出生地參加國際賽。2001年首次代表國家隊上陣對烏克蘭。他亦是威爾斯角逐2004年歐國盃外圍賽參賽球員之一，最終於附加賽0-1僅負俄羅斯而失去晉級決賽週的資格。
2008年6月1日威爾斯作客荷蘭為對手參賽2008年歐國盃進行熱身，高馬斯首次戴上國家隊隊長臂章參賽，以0-2落敗而回。2008年9月6日威爾斯的2010年世界盃外圍賽首場分組賽對阿塞拜疆，高馬斯射失一球十二碼，幸而森·禾基斯末段時間的入球，挽救威爾斯免於主場失分於弱旅腳下。
2009年9月6日高馬斯宣佈從國家隊退役，合共上陣34場及射入10球，3月28日0-2主場負於芬蘭是他最後一次為國家隊上陣。

## 外部連結
- 足球数据库：積遜·高馬斯的球员统计数据
- 韋根官網簡歷
- 威爾斯足總簡歷